# Csehország városai
Csehország városainak listája népesség szerint: 
| Csehország városai | Csehország városai | Csehország városai     | Csehország városai   | Csehország városai   | Csehország városai | Csehország városai | Csehország városai   |
| Rangsor            | Név                | Név                    | Lakosság             | Lakosság             | Lakosság           | Lakosság           | Régió                |
| Rangsor            | cseh neve          | német neve             | 1991-es népszámlálás | 2001-es népszámlálás | 2006-os becslés    | 2017-es becslés    | Régió                |
| ------------------ | ------------------ | ---------------------- | -------------------- | -------------------- | ------------------ | ------------------ | -------------------- |
| 1.                 | Praha              | Prag                   | 1 212 010            | 1 169 106            | 1 181 610          | 1 280 508          | Prága                |
| 2.                 | Brno               | Brünn                  | 387 986              | 376 172              | 366 757            | 377 973            | Jihomoravský kraj    |
| 3.                 | Ostrava            | Ostrau                 | 327 553              | 316 744              | 310 078            | 291 634            | Moravskoslezský kraj |
| 4.                 | Plzeň              | Pilsen                 | 173 129              | 165 259              | 162 759            | 170 548            | Plzeňský kraj        |
| 5.                 | Olomouc            | Olmütz                 | 105 690              | 102 607              | 100 381            | 100 378            | Olomoucký kraj       |
| 6.                 | Liberec            | Reichenberg            | 101 934              | 99 102               | 97 950             | 103 853            | Liberecký kraj       |
| 7.                 | České Budějovice   | Budweis                | 97 283               | 97 339               | 94 653             | 93 470             | Jihočeský kraj       |
| 8.                 | Hradec Králové     | Königgrätz             | 99 889               | 97 155               | 94 431             | 92 929             | Královéhradecký kraj |
| 9.                 | Ústí nad Labem     | Aussig an der Elbe     | 99 739               | 95 436               | 94 298             | 92 984             | Ústecký kraj         |
| 10.                | Pardubice          | Pardubitz              | 94 857               | 90 668               | 88 260             | 90 044             | Pardubický kraj      |
| 11.                | Havířov            | –                      | 86 267               | 85 855               | 84 427             | 73 274             | Moravskoslezský kraj |
| 12.                | Zlín               | Zlin                   | 84 634               | 80 854               | 78 285             | 75 117             | Zlínský kraj         |
| 13.                | Kladno             | Kladno                 | 71 735               | 71 132               | 69 329             | 68 660             | Středočeský kraj     |
| 14.                | Most               | Brüx                   | 70 675               | 68 263               | 67 805             | 66 768             | Ústecký kraj         |
| 15.                | Karviná            | Karwin                 | 68 368               | 65 141               | 63 385             | 54 413             | Moravskoslezský kraj |
| 16.                | Frýdek-Místek      | Friedeck-Mistek        | 65 067               | 61 400               | 59 682             | 56 719             | Moravskoslezský kraj |
| 17.                | Opava              | Troppau                | 63 601               | 61 382               | 59 426             | 57 387             | Moravskoslezský kraj |
| 18.                | Děčín              | Tetschen-Bodenbach     | 55 112               | 52 506               | 51 875             | 49 521             | Ústecký kraj         |
| 19.                | Teplice            | Teplitz-Schönau        | 53 039               | 51 060               | 51 010             | 49 697             | Ústecký kraj         |
| 20.                | Karlovy Vary       | Karlsbad               | 56 291               | 53 358               | 50 893             | 49 046             | Karlovarský kraj     |
| 21.                | Jihlava            | Iglau                  | 52 271               | 50 702               | 50 859             | 50 559             | Kraj Vysočina        |
| 22.                | Chomutov           | Komotau                | 53 191               | 51 007               | 50 027             | 48 739             | Ústecký kraj         |
| 23.                | Prostějov          | Proßnitz               | 50 102               | 48 159               | 47 058             | 43 975             | Olomoucký kraj       |
| 24.                | Přerov             | Prerau                 | 51 341               | 48 335               | 46 858             | 43 791             | Olomoucký kraj       |
| 25.                | Jablonec nad Nisou | Gablonz an der Neiße   | 45 918               | 45 266               | 44 748             | 45 702             | Liberecký kraj       |
| 26.                | Mladá Boleslav     | Jungbunzlau            | 44 471               | 44 255               | 43 162             | 44 056             | Středočeský kraj     |
| 27.                | Třebíč             | Trebitsch              | 39 348               | 39 021               | 38 654             |                    | Kraj Vysočina        |
| 28.                | Česká Lípa         | Böhmisch Leipa         | 39 667               | 39 307               | 38 489             |                    | Liberecký kraj       |
| 29.                | Třinec             | Trzynietz              | 45 189               | 38 953               | 37 841             |                    | Moravskoslezský kraj |
| 30.                | Tábor              | Tabor                  | 36 329               | 36 557               | 35 898             |                    | Jihočeský kraj       |
| 31.                | Znojmo             | Znaim                  | 39 910               | 35 758               | 35 032             |                    | Jihomoravský kraj    |
| 32.                | Příbram            | Pibrans                | 36 869               | 35 886               | 34 884             |                    | Středočeský kraj     |
| 33.                | Orlová             | Orlau                  | 36 307               | 34.856               | 33 717             |                    | Moravskoslezský kraj |
| 34.                | Cheb               | Eger                   | 31 847               | 32 893               | 33 681             |                    | Karlovarský kraj     |
| 35.                | Trutnov            | Trautenau              | 31 957               | 31 997               | 31 195             |                    | Královéhradecký kraj |
| 36.                | Kolín              | Kolin                  | 31 582               | 30 258               | 30 175             |                    | Středočeský kraj     |
| 37.                | Písek              | Pisek                  | 29 986               | 29 796               | 29 877             |                    | Jihočeský kraj       |
| 38.                | Kroměříž           | Kremsier               | 29 386               | 29 225               | 29 024             |                    | Zlínský kraj         |
| 39.                | Vsetín             | Wesetin                | 29 359               | 29 190               | 28 261             |                    | Zlínský kraj         |
| 40.                | Šumperk            | Mährisch Schönberg     | 29 533               | 29 490               | 28 196             |                    | Olomoucký kraj       |
| 41.                | Hodonín            | Göding                 | 27 326               | 27 361               | 27 600             |                    | Jihomoravský kraj    |
| 42.                | Valašské Meziříčí  | Wallachisch Meseritsch | 27 684               | 27 362               | 27 561             |                    | Zlínský kraj         |
| 43.                | Litvínov           | Oberleutensdorf        | 27 751               | 27 397               | 27 056             |                    | Ústecký kraj         |
| 44.                | Nový Jičín         | Neutitschein           | 27 126               | 26 970               | 26 271             |                    | Moravskoslezský kraj |
| 45.                | Hodonín            | Göding                 | 30 736               | 27 361               | 26 226             |                    | Jihomoravský kraj    |
| 46.                | Uherské Hradiště   | Ungarisch Hradisch     | 27 049               | 26 876               | 26 131             |                    | Zlínský kraj         |
| 47.                | Český Těšín        | Teschen                | 26 573               | 26 429               | 25 913             |                    | Moravskoslezský kraj |
| 48.                | Břeclav            | Lundenburg             | 26 909               | 26 713               | 25 652             |                    | Jihomoravský kraj    |
| 49.                | Krnov              | Jägerndorf             | 25 933               | 25 764               | 25 282             |                    | Moravskoslezský kraj |
| 50.                | Sokolov            | Falkenau               | 25 240               | 25 081               | 24 579             |                    | Karlovarský kraj     |
| 51.                | Havlíčkův Brod     | Deutsch Brod           | 24 481               | 24 375               | 24 296             |                    | Kraj Vysočina        |
| 52.                | Litoměřice         | Leitmeritz             | 25 073               | 24 879               | 23 909             |                    | Ústecký kraj         |
| 53.                | Žďár nad Sázavou   | Saar                   | 24 434               | 24 289               | 23 841             |                    | Kraj Vysočina        |
| 54.                | Chrudim            | Chrudim                | 23 986               | 23 898               | 23 385             |                    | Pardubický kraj      |
| 55.                | Kopřivnice         | Nesselsdorf            | 23 840               | 23 747               | 23 314             |                    | Moravskoslezský kraj |
| 56.                | Strakonice         | Strakonitz             | 23 944               | 23 800               | 23 256             |                    | Jihočeský kraj       |
| 57.                | Bohumín            | Oderberg               | 23 430               | 23 284               | 23 028             |                    | Moravskoslezský kraj |
| 58.                | Klatovy            | Klattau                | 23 166               | 23 033               | 22 898             |                    | Plzeňský kraj        |
| 59.                | Jindřichův Hradec  | Neuhaus                | 22 803               | 22 695               | 22 643             |                    | Jihočeský kraj       |
| 60.                | Vyškov             | Wischau                | 22 649               | 22514                | 22 013             |                    | Jihomoravský kraj    |
| 61.                | Kutná Hora         | Kuttenberg             | 21 542               | 21 453               | 21 142             |                    | Středočeský kraj     |
| 62.                | Jirkov             | Görkau                 | 20 894               | 20 717               | 21 093             |                    | Ústecký kraj         |
| 63.                | Náchod             | Nachod                 | 21 542               | 21 400               | 21 079             |                    | Královéhradecký kraj |
| 64.                | Blansko            | Blanz                  | 20 694               | 20 594               | 20 557             |                    | Jihomoravský kraj    |